# Front (Festungsbau)

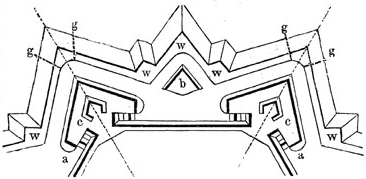
Fronte (Festungsbau)

Front (französisch Fronte, von lateinisch frons, "Stirn") bezeichnet die Vorderseite von Gebäuden und wurde im Festungsbau als Begriff für einen Abschnitt der Wallanlagen verwendet.
In der Befestigungskunst ist Fronte der zwischen zwei ausspringenden Winkeln auf einer Polygonseite liegende Teil der Befestigungsanlagen. Sie besteht aus einem geraden Wallabschnitt mit (in der Regel) zusätzlich davorgesetzten Schutzbauten wie Caponnieren, Hornwerken, Kronwerken oder einer Kombination aus diesen. Seitlich wird die Front von ausspringenden Winkeln oder (bei älteren Systemen) von Rondellen begrenzt, an die sich die nächste Front anschließt. Wo es geografisch möglich war, befand sich vor der Front ein sogenannter nasser (mit Wasser gefüllter) Graben.
Bei einigen großen Festungen des späten 17. und des 18. Jahrhunderts lagen oftmals zwei Fronten voreinander. (Festung Düsseldorf)